# Uno sconosciuto alla porta
Uno sconosciuto alla porta (Pacific Heights) è un  film thriller del 1990 diretto da John Schlesinger.

## Trama
A San Francisco , la coppia non sposata Drake Goodman e Patty Palmer acquista una costosa casa vittoriana del XIX secolo nell'esclusivo quartiere di Pacific Heights. Affittano uno dei due appartamenti al primo piano dell'edificio ai Watanabe, una gentile coppia giapponese. Poco dopo, Carter Hayes, un uomo d'affari, si reca a vedere l'unità rimanente vacante ed esprime immediatamente il desiderio di trasferirsi lì. Hayes guida una costosa Porsche 911 del 1977 e porta con sé grandi quantità di denaro contante, ma è riluttante a sottoporsi a un controllo del credito. Convince Drake a rinunciare al controllo del credito in cambio di un elenco di referenze e di un pagamento anticipato dei primi sei mesi di affitto, da pagare tramite bonifico bancario.
Prima che venga pagato alcunché, tuttavia, Hayes arriva senza preavviso una mattina e si chiude nell'appartamento. Con il passare dei giorni, il bonifico promesso da Hayes non si concretizza. Dall'interno dell'appartamento, si sentono rumori di forti martellamenti e trapani a tutte le ore del giorno e della notte; tuttavia, la porta viene raramente aperta. Quando Drake tenta finalmente di entrare nell'appartamento di Hayes, scopre che le serrature sono state cambiate. Drake tenta di porre fine al rumore costante e di cacciare Hayes tagliando l'elettricità e il riscaldamento dell'appartamento, ma Hayes convoca la polizia, che si schiera con Hayes e rimprovera Drake.
Drake e Patty assumono un avvocato, Stephanie MacDonald; tuttavia, il caso di sfratto viene ostacolato dalle azioni di Drake. Hayes, al sicuro dallo sfratto per il momento, infesta la casa di scarafaggi, il che spinge i Watanabe a trasferirsi e spinge Drake e Patty ulteriormente nei debiti. Il forte stress si fa sentire sulla coppia; Drake beve molto e Patty ha un aborto spontaneo. Hayes visita la coppia per porgere le sue condoglianze, ma Drake infuriato lo attacca e viene arrestato dalla polizia, che Hayes aveva già chiamato sulla scena in previsione di un'aggressione.
L'aggressione consente a Hayes di presentare una causa civile contro Drake e, all'insaputa della coppia, di assumere il controllo dei beni e dell'identità di Drake. Hayes presenta anche un ordine restrittivo, che costringe Drake a lasciare l'edificio. Una volta che Drake se ne è andato, Hayes inizia a perseguitare e molestare Patty, in un apparente stratagemma per attirare Drake di nuovo nell'edificio in violazione dell'ordine restrittivo. Lo stratagemma ha successo, poiché Drake si preoccupa e va a controllare Patty. Hayes affronta Drake e gli spara, quindi pianta un piede di porco sulla scena per prevenire qualsiasi accusa penale.
Mentre Drake è in ospedale, lo sfratto viene finalmente pronunciato e le autorità forzano l'ingresso nell'appartamento di Hayes. A questo punto, tuttavia, Hayes è scomparso e l'appartamento è stato distrutto e spogliato di tutti gli elettrodomestici, lampade, pannelli di legno e persino del water. Più tardi, mentre pulisce l'appartamento distrutto, Patty trova un indizio importante: una vecchia fotografia di Hayes da bambino. Sul retro c'è scritto "James Danforth", che Patty deduce essere il vero nome di Hayes. Telefona a Bennett Fidlow, l'avvocato del Texas che Danforth aveva fornito come riferimento (anche se sotto lo pseudonimo di Hayes). Fidlow le dice che Danforth ha una lunga storia di illeciti ed è stato rinnegato dalla sua famiglia.
Patty si reca all'ultimo indirizzo noto di Danforth, un condominio a Desert Spring. Lì trova Ann, la sua ragazza e precedente complice che era venuta a cercarlo a San Francisco. Ann dice a Patty che Carter Hayes è il nome dell'ex proprietario della proprietà e che Danforth ha assunto l'identità di Hayes e ha preso possesso del condominio dopo che (il vero) Hayes ha assoldato due delinquenti per compiere l'aggressione mostrata nella scena iniziale del film. Ann mostra anche a Patty una cartolina di Danforth, scritta sulla carta intestata di un hotel a Century City, che era appena arrivata il giorno prima.
Patty rintraccia Danforth all'hotel, dove si è registrato a nome di Drake. Patty bluffa per entrare nella sua suite fingendosi sua moglie e, mentre fruga tra i suoi effetti personali, scopre che sta usando documenti legali e finanziari a nome di Drake. Chiama Drake e gli dice di annullare tutte le sue carte di credito e di congelare il conto corrente congiunto della coppia. Quindi ordina un ordine esorbitante per il servizio in camera, che porta all'arresto di Danforth.
Danforth viene liberato su cauzione da una ricca vedova, Florence Peters, che apparentemente stava esaminando per essere la sua prossima vittima. Una volta uscito su cauzione, Danforth torna a San Francisco per vendicarsi di Patty e Drake. Al piano di sopra, colpisce Drake con una mazza da golf, poi attacca Patty nell'appartamento al piano di sotto dove è impegnata a fare delle riparazioni. Ne consegue una colluttazione e Drake, gravemente ferito, si fa strada nello spazio tra il seminterrato e l'appartamento al primo piano. Infila la mano in un buco nel pavimento e afferra Danforth per la caviglia; Danforth perde l'equilibrio e muore cadendo all'indietro, atterrando su una conduttura dell'acqua che era stata collegata al water che aveva rubato.
Qualche tempo dopo, Patty e Drake hanno messo in vendita il loro edificio appena ristrutturato e hanno mostrato la proprietà a un'altra coppia, lasciandosi finalmente il passato alle spalle.

## Cast
Nella pellicola, in una parte secondaria, torna a recitare anche Tippi Hedren, celebre attrice di Alfred Hitchcock nei primi anni sessanta e madre della protagonista Melanie Griffith nella vita reale.

## Produzione
Pacific Heights, titolo originale dell'opera, è un quartiere residenziale di San Francisco dove i protagonisti abitano e affittano un appartamento allo sconosciuto.